# In My Secret Life
In My Secret Life – pierwszy singel kanadyjskiego piosenkarza i poety Leonarda Cohena, pochodzący z albumu Ten New Songs. W utworze słyszymy akompaniament gitary Boba Metzgera. Cohen zaczął pisać tę piosenkę w 1988 roku i finalnie ją ukończył oraz nagrał w 2001 roku. Na singlu wydanym przez Sony Music Canada oprócz normalnej wersji trwającej 4:55, znajduje się także radiowa edycja o długości 3:52.

## Teledysk
Teledysk wyreżyserowała Floria Sigismondi. W teledysku widzimy Cohena znajdującego w ciemnym miejscu z którego wyłaniają się dziwne budynki. W budynkach są postacie z wielkimi jajowatymi głowami, robiące codzienne czynności.

## Cover
Nową wersję tej piosenki nagrała Katie Melua i znajduje się na wydanym w 2007 roku albumie Pictures.
- Eric Burdon (2004)